# Acorde

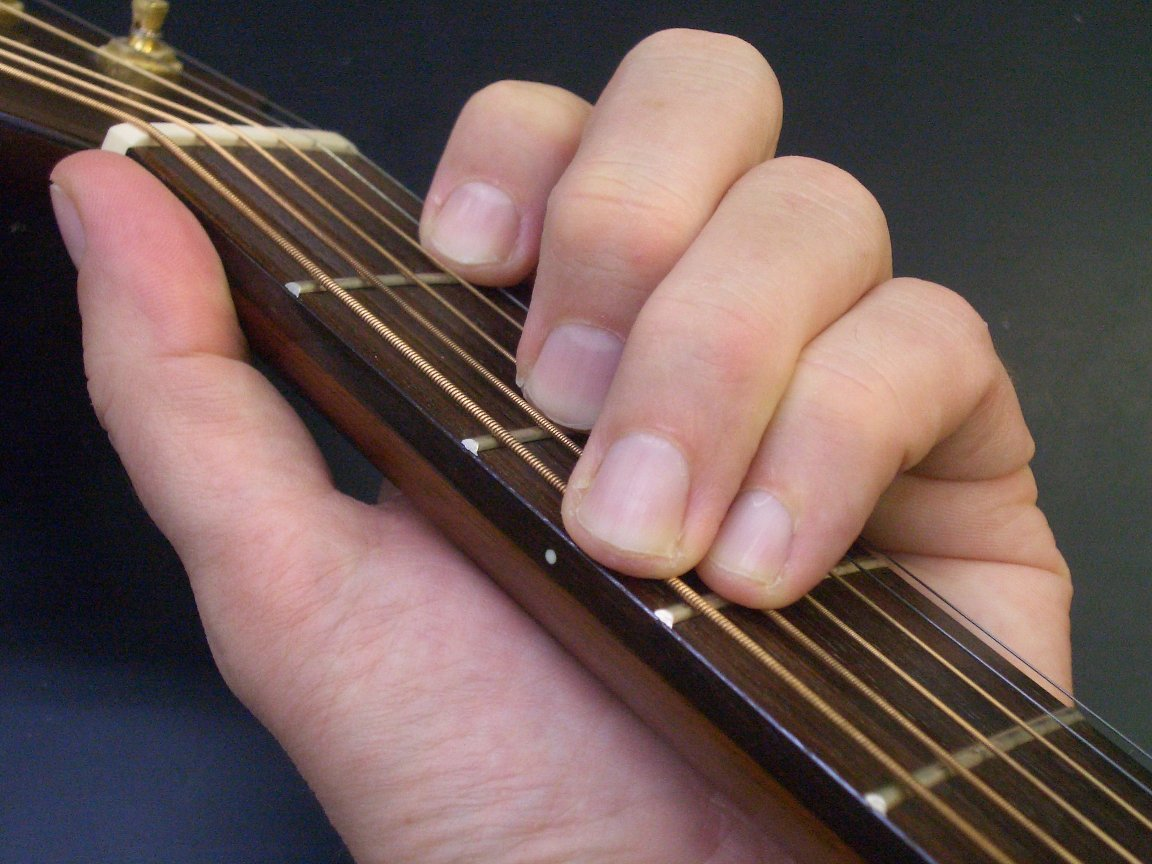
Acorde C/G (Dó maior com baixo em Sol ou 2° inversão de Dó) em um violão.

Na música, um acorde é um conjunto harmônico de três ou mais notas musicais que se ouve simultaneamente, mas não têm de ser realmente tocadas juntas: arpejos e acordes quebrados também constituem acordes. Acordes e sequências são, frequentemente, usados na música moderna ocidental, da Oceania e do oeste africano, enquanto estão ausentes em muitas outras partes do mundo.
Os acordes fundamentais para a harmonia são: o perfeito maior, perfeito menor e, o maior com sétima menor. Os demais acordes existentes são baseados nos fundamentais e, os substituem. Os acordes formados por três notas musicais distintas são as denominados tríades, classificados conforme a qualidade: em maiores, menores. aumentadas e, diminutas; notas ainda podem ser adicionadas para formar acordes de sétima, acordes estendidos, ou acordes com nota adicionada. 
Acordes também são classificados pela sua nota fundamental ou tônica, é a nota principal que dá nome ao acorde e inicia a tríade, como por exemplo, o acorde C (Dó) pode ser descrito como uma tríade de qualidade maior construída sobre a nota C (Dó). Acordes também podem ser classificados por inversão, a ordem em que as notas são empilhadas.
Uma série de acordes é chamado de uma progressão harmônica (sequencia). Apesar de todo o acorde poder, em princípio, ser seguido por qualquer outro acorde, certos padrões de progressões de acordes foram estabelecidos na harmonia da prática. Para descrever isso, os acordes são numerados com algarismos romanos, subindo a partir da nota-chave (veja função diatônica). Formas comuns de notação ou representação de acordes na música ocidental que não seja a notação convencional incluem algarismos romanos, baixo cifrado (muito usado na era barroca), símbolos de macro (às vezes utilizados na musicologia moderna), e vários sistemas de cartas de acordes tipicamente encontrados nas lead sheets utilizadas na música popular para demonstrar a sequência de acordes para que o músico possa tocar acordes de acompanhamento ou improvisar um solo.

## História

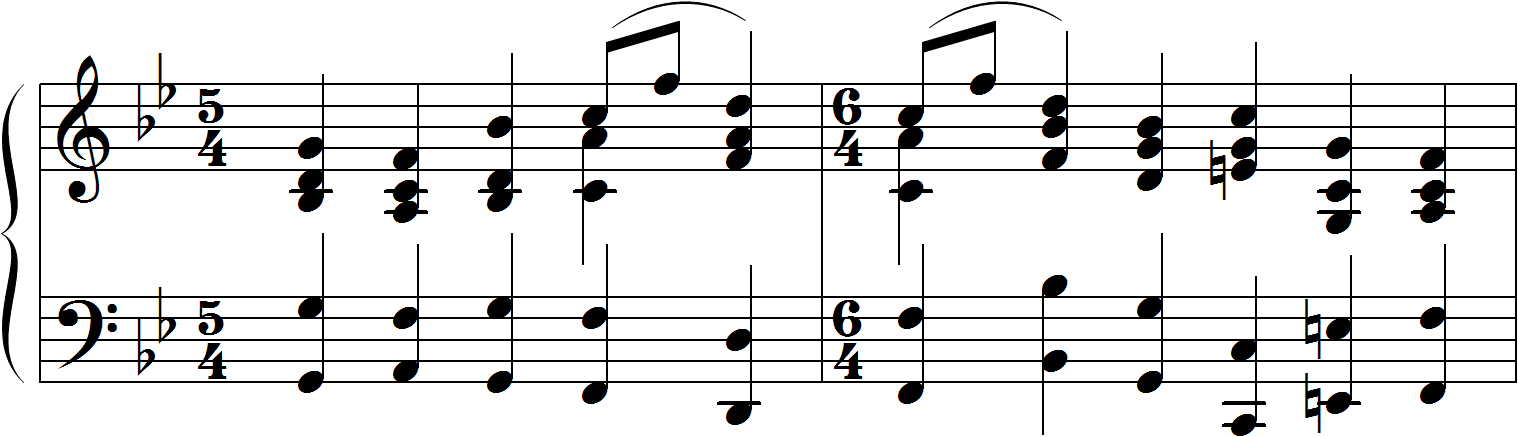
O "Passeio", de "Quadros de uma Exposição", de Mussorgsky, apresenta uma explícita progressão de acordes.

A não notação da música no período anterior à Idade Média não nos permite especular sobre a utilização dos acordes na música dos povos antigos, mas as características de alguns instrumentos, como a cítara, a qual permite a execução de várias notas juntas, nos leva a pensar na possibilidade de seu uso. Na música ocidental, os acordes aparecem com o surgimento da polifonia. No entanto, apesar de ocorrerem naturalmente no encontro de notas entre duas ou mais vozes, a música polifônica foi pensada muito mais como uma sobreposição de linhas melódicas do que uma formação harmônica. Nos primeiros motetos silábicos seria pressentida a origem de uma organização vertical na música, reforçado pelo movimento cadencial, que foi tomando importância com o passar dos séculos. O estilo "falso bordão" inglês, representado principalmente por Dunstable, pode ser considerado uma primeira tentativa de organização vertical da música, pela sobreposição de terças (Ver Terça maior e Terça menor) e sextas no encontro de notas entre as vozes. Mas, apesar da crescente conscientização das possibilidades harmônicas, só no Barroco, com a funcionalização da harmonia, esta ocorreu de fato. A escolha pelos modos maior e menor contribuiu para a teorização das leis dos acordes, onde sua concatenação partirá do pressuposto que todos os acordes baseados nas tríades montadas sobre uma escala diatônica se relacionam com as funções principais em uma música, isto é, funções de tônica, dominante ou subdominante.
Os acordes eram montados principalmente a quatro vozes, sendo a quarta voz uma duplicação da nota de outra voz, normalmente a fundamental ou a quinta. O acréscimo de novas notas ao chamado acorde de quatro notas se fará de duas maneiras distintas. A primeira, a quarta nota deixa de duplicar uma das vozes e passa a representar um retardo proveniente do acorde anterior, resolvendo em uma nota formativa do acorde. A outra maneira foi a inclusão de uma nota estranha ao acorde a partir do acréscimo de mais uma terça à tríade, formando o intervalo de sétima entre a fundamental e a nota acrescentada. Da primeira maneira, aparecem os acordes de 4ª e 6ª apojaturas, e da segunda, os acordes de 7ª (com destaque para o acorde formado sobre a tríade da dominante). Posteriormente, mais terças foram acrescentadas ao acorde de 7ª da dominante, formando o acorde de 9ª, com o acréscimo de uma terça, e o de 13ª, com o acréscimo de 3 terças à tríade do acorde. Posteriormente, a 6ª seria acrescentada ao acorde não na posição de 13ª, mas formando um intervalo de 2ª com a 5ª do acorde. Mais tarde, no romantismo (século XIX), novas escalas são inseridas, tirando a música do âmbito tonal e diatônico.
A utilização de acordes alterados, isto é, acordes com notas estranhas à escala em que ele está inserido, amplia ainda mais os recursos de expressão dos compositores. A inversão de acordes, propriamente dita, ocorre por várias vezes, causando uma "falsa ideia" aos ouvidos, fazendo, por vezes leigos, escreve-los erradamente, como por exemplo, em uma inversão do acorde de dó maior (dó, mi, sol), qual seja mi, sol, dó; por vezes é escrito como mi menor com sexta, ao invés de dó maior em sua primeira inversão. Ocorria também a utilização de notas comuns a vários acordes de forma sustentada, que recebia o nome de pedal, ostinado ou obstinado, assim causava-se uma certa inquietação aos ouvidos com uma impressão de notas intermináveis, como nas cadências plagais (I, IV, VI) e ainda com um efeito antiplágio de músicos limitados não conseguirem distinguir perfeitamente o tom (modus) no qual a música era executada.

## Tríade
O acorde musical básico, também chamado de tríade é um conjunto harmônico formado por três notas musicais de uma escala em questão ou tonalidade; as notas são chamadas de tônica (I), mediante (III) e, dominante (V) e, caracterizada por ter dois intervalos de terças iniciando na nota tônica (normalmente a diatônica, com a sobreposição de duas terças). Suas três notas constituintes são a fundamental, nota mais grave e que dá o nome ao acorde, a 3ª, também chamada nota modal, que determina o caráter do acorde (maior ou menor) e a 5ª justa com intervalo de 3 tons e meio da nota fundamental.
Não há alteração no intervalo de 5ª justa entre as tríades maiores e menores.
Existem 4 tipos de tríades possíveis de serem montadas a partir das escalas diatônicas maior e menor. São elas:
- Tríade maior: um intervalo de 3ª maior sob um intervalo de 3ª menor, formando o intervalo de 5ª justa entre a primeira e a terceira nota da tríade. É encontrado nos graus I, IV e V da escala diatônica maior e nos graus V e VI da escala menor harmônica.

- Tríade menor: um intervalo de 3ª menor sob um intervalo de 3ª maior, formando o intervalo de 5ª justa entre a primeira e a terceira nota da tríade. É encontrado nos graus II, III e VI da escala maior e nos graus I e IV da escala menor harmônica.

- Tríade diminuta: um intervalo de 3ª menor sob outro intervalo de 3ª menor, formando o intervalo de 5ª diminuta entre a primeira e a terceira nota da tríade. É encontrado no grau VII da escala maior e nos II e VII graus da escala menor harmônica.

- Tríade aumentada: um intervalo de 3ª maior sob outro intervalo de 3ª maior, formando o intervalo de 5ª aumentada entre a primeira e a terceira nota da tríade. É encontrado no grau III da escala menor harmônica.

Todos os acordes seguem um padrão relativo e, nesses casos, é necessário obedecer esses padrões.
Existem dois tipos básicos de acordes: consonantes e dissonantes (Ver consonância e dissonância).
Consonantes: acordes básicos normais, que seguem padrões naturais, sem alterações.
Exemplo: dó maior.
Dissonantes: acordes com baixos variados, geralmente com a terça como baixo. Mas, nesses acordes, existem variações,pois também é possível que a quinta seja o baixo no acorde, nesses casos os acordes são chamados de dissonantes.
Exemplo: ré maior com fá sustenido no baixo.
Existe uma divisão mais complexa dos acordes, classificando-os em quatro tipos de acordes: maior, menor, diminuta e aumentada.
Maior: acordes com o baixo, terça e quinta justa (normais)
Menor: baixo e quinta normais, mais a terça é bemol (menor)
Diminuta: acordes com baixo justo, com terça menor(bemol), quinta bemol, e sétima menor (bemol).
Aumentado: baixo e terça justas, e quinta sustenida (aumentado)

## Tipos
Os acordes podem ser classificados quanto à:
- Posição
  - cerrada: não há espaço para a colocação de nenhuma nota formadora do acorde entre as vozes de soprano e contralto ou as vozes de contralto e tenor.
  - aberta: há espaço para a colocação de notas formadoras do acorde entre as vozes de soprano e contralto ou as vozes de contralto e tenor.
- Nota do soprano: define-se a posição de oitava, de terça ou de quinta a partir do aparecimento dessas notas no soprano.
- Tríade formadora:
  - Perfeito maior: quando é formado sobre uma tríade maior.
  - Perfeito menor: quando é formado sobre uma tríade menor.
  - Imperfeito: quando é formado sobre uma tríade diminuta ou aumentada.
- Inversão:
  - Estado fundamental: a primeira nota formadora do acorde (fundamental) aparece como base do acorde.
  - Primeira inversão: a segunda nota formadora do acorde (3ª) aparece como base do acorde
  - Segunda inversão: a terceira nota formadora do acorde (5ª) aparece como base do acorde
- Modo de execução:
  - Simultâneo: as notas são executadas ao mesmo tempo.
  - Arpejado: as notas são executadas uma após a outra.
- Quantidade de notas: os acordes podem ter 3, 4, 5, 6 etc. notas diferentes em sua formação.

## Notação
- Os acordes aparecem notados com a primeira letra maiúscula quando se tratar de um acorde perfeito maior:

Dó - dó maior
Ré - ré maior
Mi - mi maior
Fá - fá maior
Sol - sol maior
Lá - lá maior
Si - si maior
- Os acordes aparecem notados com a primeira letra minúscula quando se tratar de um acorde perfeito menor:

dó - dó menor
ré - ré menor
mi - mi menor
fá - fá menor
sol - sol menor
lá - lá menor
si - si menor
- Quando forem acordes diminutos ou aumentados, escreve-se dim ou aum após o nome do acorde:

dó dim - dó diminuto
ré aum - ré aumentado

### Cifras
Outra maneira de notar os acordes é através da cifra, ou notação anglo-saxônica. Nela, os nomes dos acordes são identificados pelas primeiras sete letras do alfabeto, a começar pelo acorde de fundamental lá, que recebeu a denominação A. Para a indicação de acordes menores, faz-se o uso da letra m minúscula após a letra denominativa. No caso do acorde ser diminuto ou aumentado, os símbolos dim, 5° ou 5 dim, no caso dos diminutos, e +, +5 e 5 aum são empregados para os aumentados. Para novas notas acrescentadas ao acorde, coloca-se o número equivalente ao intervalo entre esta nota e a fundamental do acorde, como, por exemplo, o número 7 indicará um acorde com 7ª. Ainda, a depender do intervalo, caso ele seja menor, acrescenta-se um sinal de - antes do número (-7 é a cifra para 7ª menor) ou + para os casos de intervalos aumentados.
Lá = A
Si = B (sistema inglês)
Si = H (sistema alemão), sendo B equivalente a si bemol.
Dó = C
Ré = D
Mi = E
Fá = F
Sol = G
Am = lá menor
G7 = Sol maior com sétima
C7M = dó maior com sétima maior
Dm5+ = ré menor com quinta aumentada

### Acordes para guitarra
|        | C (Dó)          | D (Ré)          | E (Mi)         | F (Fá)               | G (Sol)         | A (Lá)          | B (Si)                |
| Maior  | C-Dur (offen)   | D-Dur (offen)   | E-Dur (offen)  | F-Dur (verschiebbar) | G-Dur (offen)   | A-Dur (offen)   | H-Dur (verschiebbar)  |
| Menor  | C-Moll (Barré)  | D-Moll (offen)  | E-Moll (offen) | F-Moll (Barré)       | G-Moll (Barré)  | A-Moll (offen)  | H-Moll (verschiebbar) |
| 7      | C 7.            | D 7.            | E 7.           | F7 (Barré)           | G 7.            | A 7.            | H7.                   |
| Menor7 | C-Moll 7.       | D-Moll 7.       | E-Moll 7.      | Fm7 (Barré)          | G-Moll 7.       | A-Moll 7.       | Hm7 (Barré)           |
| sus4   | Csus4.          | Dsus4.          | Esus4.         |                      | Gsus4.          | Asus4.          |                       |
| 7#9    |                 |                 | E 7#9.         |                      |                 | A 7#9.          |                       |
| 7add9  |                 |                 |                |                      |                 | A 7add9.        |                       |
| 5      | C5 (Powerchord) | D5 (Powerchord) |                | F5 (Powerchord)      | G5 (Powerchord) | A5 (Powerchord) |                       |
| ------ | --------------- | --------------- | -------------- | -------------------- | --------------- | --------------- | --------------------- |

## Outros acordes
Modernamente, aparecem acordes formados baseando-se em outros intervalos que não terças sobrepostas:
- Cluster: acordes formados a partir da sobreposição de notas de intervalos consecutivos.
- Acordes formados por 4ª: como o próprio nome diz, são acordes formados com a sobreposição de intervalos de 4ªs entre as notas constituintes.
- Acordes formados por 5ª: acordes formados pela sobreposição de 5ªs.
- Acordes sem terça (power chords), formados apenas pela fundamental e quinta, podendo ser acrescentadas a formação as suas oitavas. Largamente usados por guitarristas que se utilizam de distorções (efeitos tais como overdrive, distortion etc.)
- Acordes sem quinta, formados apenas pela fundamental e terça, podendo ser acrescentadas a formação as suas oitavas (também muito utilizados pelos guitarristas).